# La Saussaye
La Saussaye és un municipi francès situat al departament de l'Eure i a la regió de Normandia. L'any 2007 tenia 1.930 habitants.

## Demografia

### Població
El 2007 la població de fet de La Saussaye era de 1.930 persones. Hi havia 732 famílies de les quals 140 eren unipersonals (64 homes vivint sols i 76 dones vivint soles), 244 parelles sense fills, 284 parelles amb fills i 64 famílies monoparentals amb fills.
La població ha evolucionat segons el següent gràfic:
Habitants censats

### Habitatges
El 2007 hi havia 789 habitatges, 748 eren l'habitatge principal de la família, 15 eren segones residències i 26 estaven desocupats. 753 eren cases i 34 eren apartaments. Dels 748 habitatges principals, 644 estaven ocupats pels seus propietaris, 91 estaven llogats i ocupats pels llogaters i 13 estaven cedits a títol gratuït; 1 tenia una cambra, 6 en tenien dues, 68 en tenien tres, 207 en tenien quatre i 465 en tenien cinc o més. 656 habitatges disposaven pel capbaix d'una plaça de pàrquing. A 297 habitatges hi havia un automòbil i a 415 n'hi havia dos o més.

### Piràmide de població
La piràmide de població per edats i sexe el 2009 era:
| Homes | Edats   | Dones |
| ----- | ------- | ----- |
| 0     | 95 o +  | 0     |
| 0     | 90 a 94 | 0     |
| 4     | 85 a 89 | 16    |
| 12    | 80 a 84 | 0     |
| 24    | 75 a 79 | 20    |
| 40    | 70 a 74 | 32    |
| 56    | 65 a 69 | 60    |
| 60    | 60 a 64 | 52    |
| 48    | 55 a 59 | 56    |
| 56    | 50 a 54 | 56    |
| 68    | 45 a 49 | 80    |
| 116   | 40 a 44 | 88    |
| 96    | 35 a 39 | 92    |
| 72    | 30 a 34 | 84    |
| 16    | 25 a 29 | 20    |
| 56    | 20 a 24 | 32    |
| 72    | 15 a 19 | 76    |
| 80    | 10 a 14 | 84    |
| 100   | 5 a 9   | 76    |
| 48    | 0 a 4   | 12    |

## Economia
El 2007 la població en edat de treballar era de 1.255 persones, 892 eren actives i 363 eren inactives. De les 892 persones actives 846 estaven ocupades (453 homes i 393 dones) i 46 estaven aturades (22 homes i 24 dones). De les 363 persones inactives 132 estaven jubilades, 147 estaven estudiant i 84 estaven classificades com a «altres inactius».

### Ingressos
El 2009 a La Saussaye hi havia 748 unitats fiscals que integraven 1.977,5 persones, la mediana anual d'ingressos fiscals per persona era de 22.941 €.

### Activitats econòmiques
Dels 49 establiments que hi havia el 2007, 1 era d'una empresa alimentària, 1 d'una empresa de fabricació d'altres productes industrials, 12 d'empreses de construcció, 11 d'empreses de comerç i reparació d'automòbils, 2 d'empreses de transport, 3 d'empreses d'hostatgeria i restauració, 2 d'empreses d'informació i comunicació, 1 d'una empresa immobiliària, 5 d'empreses de serveis, 9 d'entitats de l'administració pública i 2 d'empreses classificades com a «altres activitats de serveis».
Dels 13 establiments de servei als particulars que hi havia el 2009, 1 era una oficina d'administració d'Hisenda pública, 1 taller de reparació d'automòbils i de material agrícola, 1 paleta, 1 guixaire pintor, 2 fusteries, 3 lampisteries, 1 electricista, 1 empresa de construcció, 1 perruqueria i 1 restaurant.
Dels 3 establiments comercials que hi havia el 2009, 1 era una botiga de menys de 120 m², 1 una fleca i 1 una llibreria.
L'any 2000 a La Saussaye hi havia 9 explotacions agrícoles.

## Equipaments sanitaris i escolars
L'únic equipament sanitari que hi havia el 2009 era una farmàcia.
El 2009 hi havia 1 escola maternal i 1 escola elemental. La Saussaye disposava d'un col·legi d'educació secundària amb 524 alumnes.

## Poblacions properes
El següent diagrama mostra les poblacions més properes.